# Arvid Wittenberg
Arvid Wittenberg o Arvid Wirtenberg von Debern (1606 – 7 de setembre del 1657), fou un comte suec, mariscal de camp i conseller privat. Nascut a Porvoo, Finlàndia, morí a la presó a Zamość, Polònia, el 7 de setembre del 1657. Pertanyia a una família anomenada originalment Wirtenberg von Debern, que també era el nom que ell mateix utilitzava sovint.
Era fill de l'assessor Johannes von Wirtenberg Debern i Magdalena Schönfeld o Magdalena Johansdotter till Skinnarbacka. El títol de comte li fou donat a Arvid Wittenberg en 1652. Es va casar dues vegades, amb Eva Margareta von Langen des de 1642 fins a la seva mort en 1646 i en 1648 es va casar amb Elisabeth von Schönburg Maximiliana.
Arvid Wittenberg va començar la seva carrera militar en 1622 i va participar com a coronel a la Batalla de Nördlingen en 1634. Va ser capturat allà, però més tard posat en llibertat. Després va participar en les batalles de Wittstock 1636 i Chemnitz 1639 abans de ser ascendit a major general. Més tard va servir sota les ordres de Lennart Torstenson amb el qual va participar en la resta de la campanya sueca a la Guerra dels Trenta Anys fins que Torstenson va dimitir en 1645, incloent les batalles de Breitenfeld 1642 i Jankov 1645, en la qual en ambdues ocasions va comandar el flanc dret suec. A continuació, va prendre el comandament de l'exèrcit suec fins a l'arribada de Carl Gustaf Wrangel.
Quan Carles X Gustau de Suècia es preparava per a la Segona Guerra del Nord, Wittenberg va ser ascendit a mariscal de camp en 1655 i se li va assignar el comandament d'un exèrcit de 17.000 homes per atacar Polònia. Va envoltar l'exèrcit polonès de nobles i el va obligar a capitular a Ujście el 25 de juliol de 1655, i va conquistar els voivodats de Poznań i Kalisz. Va assetjar Cracòvia, que va capitular el 7 octubre del 1655, i va obligar el comandant polonès Stefan Czarniecki i el seu exèrcit a rendir-se. Se li va donar el comandament de Varsòvia que va defensar contra l'exèrcit polonès de Joan II Casimir de Polònia fins que la ciutat va ser abandonada el 21 de juny de 1656. Al contrari del que s'havia establert en els termes de la capitulació, va ser posat a la presó a Zamość on va morir més tard per causes naturals (úlceres a l'esòfag).
Arvid Wittenberg combinava habilitats militars amb un tractament dur i cruel dels enemics, que el va fer odiat entre els polonesos.
En 1657, després que Arvid Wittenberg hagués mort sota custòdia polonesa, el seu fill Leonard Johan Wittenberg (nascut en 1646) va ser acomodat com a guàrdia per l'amic d'Arvid, Carl Gustaf Wrangel. En l'estiu de 1673, Leonard Johan es va casar amb la filla de Wrangel Polidora Christiana.